# Ajman (émirat)
Pour les articles homonymes, voir Ajman.
Ajman ou Ujman, Adjman, Adjmane, Adjmân, en arabe عجمان, ʿAjmān, est un émirat des Émirats arabes unis, dont la capitale éponyme est la ville d'Ajman.

## Histoire
L'émirat et la ville d'Ajman se forment au cours du XVIIIe siècle.
Le 8 janvier 1820, le sheikh Rashid bin Humaid Al Nuaimi Ier signe un traité (le General Maritime Treaty) avec le Royaume-Uni qui instaure un protectorat britannique et permet d'écarter l'empire ottoman.
En 1968, la municipalité d'Ajman est créée par la loi numéro un promulguée par l'émir de l'époque Rashid bin Humaid Al Nuaimi.
Le 2 décembre 1971, Ajman forme avec cinq autres des émirats voisins la fédération des Émirats arabes unis qui sera rejointe en 1972 par Ras el Khaïmah.
Le 6 septembre 1981, Humaid bin Rashid Al Nuaimi III accède à la tête de l'émirat.
Handicapée par sa faible superficie, Ajman attire peu de visiteurs en comparaison du gigantisme des projets lancés par l'émirat de Dubaï (voir Palm Islands, The World, l'hôtel Burj-Al-Arab, la Burj Dubaï, etc). Néanmoins, des réalisations et projets de zones industrielles, de services et touristiques voient le jour et l'émirat profite de la proximité de Dubaï et de sa forte attractivité.

## Géographie

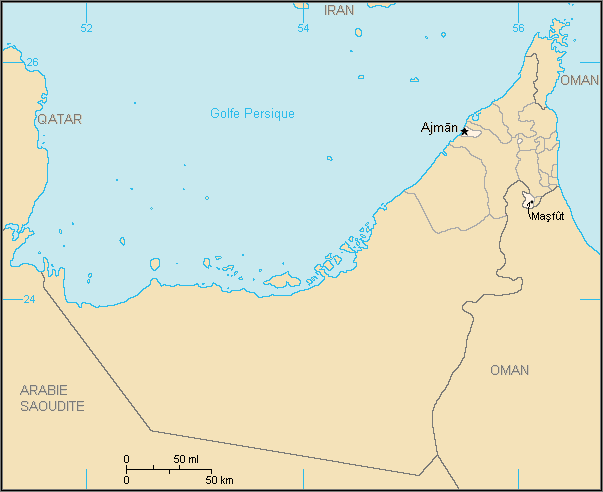
Carte de l'émirat d'Ajman

L'émirat d'Ajman est constituée de trois enclaves dont la plus grande, incluse dans l'émirat de Charjah et s'ouvrant sur le golfe Persique, renferme la capitale de l'émirat, la ville d'Ajman. Les deux autres enclaves sont celles de Manama et de Masfout (ou Masafwat). L'émirat est le plus petit des sept qui composent les Émirats arabes unis : avec 460 km2 (600 km2 avec les eaux territoriales), il ne représente que 0,5 % du territoire du pays. Sa façade maritime ne mesure que 26 kilomètres de long et est totalement occupée par la ville d'Ajman qui ne fait qu'un avec l'agglomération de Ajman-Charjah-Dubaï qui compte 2 033 787 habitants en 2006.
La ville d'Ajman se trouve en bordure du golfe Persique. Elle s'est développée près d'un bras de mer qui pénètre à l'intérieur des terres (Ajman Khor) et qui sert de port naturel. Elle accueille la résidence de l'émir, le gouvernement et les sièges des sociétés, des banques, etc. Près du port et de la mer, le centre-ville est caractérisé par un habitat traditionnel et des monuments anciens tandis que des immeubles modernes et des gratte-ciels apparaissent plus à l'intérieur des terres.
L'enclave de Manama est située à soixante kilomètres à l'est d'Ajman, sur la route reliant Ajman aux émirats de Fujaïrah et de Charjah avec lesquels elle a des frontières. Il s'agit d'une oasis située en bordure du désert, contre les montagnes. En plus de l'agriculture vivrière et de la production de briques de construction, des gisements de magnésium sont exploités.
L'enclave de Masfout est située à 110 kilomètres au sud-est d'Ajman. Elle a des frontières avec les émirats de Dubaï et de Ras el Khaïmah et Oman et comprend les régions de Mazeyrah et d'Al Sabgah. Montagneuse, l'enclave permet le développement d'une agriculture vivrière dans les vallées. Peu développée, la région est peu touristique en dépit du climat plus frais et de la nature préservée.

## Politique
Le dirigeant actuel est l'émir Humaid bin Rashid Al Nuaimi. Le prince héritier est Ammar bin Humaid Al Nuaimi.

### Liste des émirs d'Ajman
- XVIIIe siècle Rashid bin Hamid Al Nuaimi
- XVIIIe siècle - 1816 Humaid bin Rashid Al Nuaimi
- 1816 - 1838 Rashid bin Humaid Al Nuaimi
- 1838 - 1841 Humaid bin Rashid Al Nuaimi Ier
- 1841 - 1848 `Abd al-`Aziz bin Rashid Al Nuaimi Ier
- 1848 - 1873 Humaid bin Rashid Al Nuaimi Ier
- 1873 - avril 1891 Rashid bin Humaid Al Nuaimi IIe
- avril 1891 - 8 juillet 1900 Humaid bin Rashid Al Nuaimi IIe
- 8 juillet 1900 - février 1910 `Abd al-`Aziz bin Humaid Al Nuaimi IIe
- février 1910 - janvier 1928 Humaid bin `Abd al-`Aziz Al Nuaimi
- janvier 1928 - 6 septembre 1981 Rashid bin Humaid Al Nuaimi
- 6 septembre 1981 - en cours Humaid bin Rashid Al Nuaimi

## Population
En 2006, la population de l'émirat est de 247 818 habitants dont la majorité vit dans la capitale qui compte 238 605 habitants. La population a fortement augmenté ces dernières années en raison d'une immigration en provenance de Dubaï, de Charjah ainsi que d'autres pays.

## Philatélie

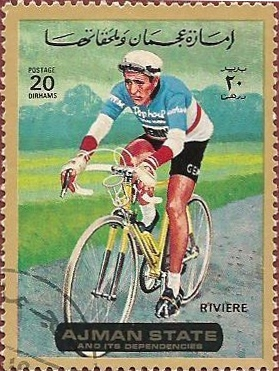
Un timbre émis par Ajman en 1972 à l'effigie de Roger Rivière

Entre 1964 et 1972, Ajman a émis 167 timbres-poste ou séries, 145 timbres et séries pour la poste aérienne, six blocs-feuillets, six timbres et séries de service et cinq timbres et séries de service pour la poste aérienne avec pour légende Ajman state and its dependencies.
De son côté, l'enclave de Manama a émis 89 timbres-poste ou séries et 102 timbres et séries pour la poste aérienne entre 1966 et 1972.

### Sources
- (en) Dirigeants d'Ajman